# Suzanne Tamim
 (décembre 2018).
Si vous disposez d'ouvrages ou d'articles de référence ou si vous connaissez des sites web de qualité traitant du thème abordé ici, merci de compléter l'article en donnant les références utiles à sa vérifiabilité et en les liant à la section « Notes et références ».
Suzanne Tamim (en arabe : سوزان تميم), née le 23 septembre 1977 à Beyrouth (Liban), morte assassinée le 28 juillet 2008 à Dubaï (Émirats arabes unis) était une chanteuse libanaise, devenue célèbre dans le Monde arabe après avoir remporté le grand prix de la populaire émission libanaise Studio el fan en 1996.

## Biographie
Elle était mariée à son ancien producteur Adel Maatouk. En 2005, elle est interrogée par Interpol, accusée d'avoir volé 350.000 dollars à Maatouk. Elle a été accusée d'avoir commandité la tentative de meurtre de Maatouk, et d'avoir organisé un trafic d'héroïne avec son père.
Elle disparait de la vie publique en 2008 où elle est vue pour la dernière fois au Caire mais les rumeurs rapportent qu'elle vit ensuite dans le quartier résidentiel de Jumeirah à Dubaï[réf. nécessaire].

## Carrière musicale
Après avoir gagné une médaille d'or au Studio El Fan (en)[réf. nécessaire], elle est adulée à la fois pour sa beauté et pour sa voix qui mélange airs pop et mélodies classiques arabes[réf. nécessaire]. Le dernier album de Tamim est produit par Alam El Phanen 2002[réf. nécessaire]. Sa dernière chanson, Lovers, enregistrée en 2006, est dédiée à la mémoire de l'ancien premier ministre libanais Rafik Hariri.

## Décès et procès pour meurtre
En 2007, alors qu'elle vit à Londres, elle déclare à la police avoir reçu des menaces de mort et avoir été suivie et harcelée. Selon son petit-ami, le milliardaire Hicham Talaât Moustafa (en) lui aurait proposé 50 millions de dollars pour qu'elle se marie avec lui, et l'aurait menacé de pouvoir commanditer son meurtre pour seulement 1 million de dollars. Talaât Moustafa avait également porté plainte contre elle pour récupérer les cadeaux onéreux qu'il lui aurait offerts.
Suzanne Tamim est retrouvée morte dans son appartement de Dubaï, le 28 juillet 2008, le corps transpercé de coups de couteau et la gorge tranchée, apparemment victime d'un meurtre.
De lourdes suspicions pèsent rapidement sur un amant de la chanteuse, le milliardaire Hicham Talaât Moustafa (en), accusé de complicité de meurtre de la chanteuse. Magnat du bâtiment et de l’immobilier, le sénateur Hicham Talaât Moustafa est non seulement un membre influent du parti alors au pouvoir en Égypte, le Parti national démocratique, mais aussi un proche du fils du président égyptien Hosni Moubarak, qu’il secondait à la tête du Comité chargé de la politique du PND. 
Hicham Talaât Moustafa se retrouve jugé aux côtés d’un officier retraité de la police égyptienne, Mohsen al-Sukkari (en), ancien membre de la Sécurité d'État égyptienne et employé d'un des hôtels Four Seasons que possède Moustafa en Égypte, qui affirme avoir été payé 2 millions de dollars pour commettre son forfait. L'assassin, qui aurait acheté avec sa carte de crédit le couteau qui lui a servi d’arme du crime, aurait été arrêté au Caire très vite après l’assassinat de la chanteuse à la suite d'une demande conjointe de la police émiratie et d’Interpol.
Le procès, qui s'est ouvert au Caire le 19 octobre 2008, devrait marquer pendant longtemps l’histoire de l’Égypte moderne, tant les liens entre la politique, business et mafia dans cette affaire semblent indissociables. Le juge al-Muhammadi Qunsuwa autorise les journalistes dans le tribunal mais leur a interdit de prendre des notes et publier quoi que ce soit, un choix politique selon l'Arabic Network for Human Rights and Information. 
Les deux coaccusés s'ignorent au cours du procès, durant lequel le magnat égyptien se fait représenter par le célèbre avocat Farid El-Dib. Plaidant non coupable, Hicham Moustafa clame au cours de son procès : « Dieu est mon meilleur défenseur » (« Hassbi Allah wa ni’ma al wakil »).
Ce procès retentissant est toutefois reporté au mois de novembre 2008, après qu'une altercation a éclaté entre les avocats d'un imprésario libanais basé au Caire, Adel Maatouq, et un champion du monde de kick-boxing irako-britannique, Riyad El Azawi, mari de la chanteuse décédée.
Le jeudi 21 mai 2009, le tribunal du Caire condamne les deux hommes à la peine capitale par pendaison pour l'assassinat de Suzanne Tamim. La peine est confirmée en appel le 25 juin de la même année. La condamnation est toutefois annulée pour vice de procédure le 4 mars 2010 par décision de la Cour constitutionnelle suprême, qui ordonne la tenue d'un nouveau procès. Celui-ci débouche sur des condamnations différentes : 15 ans de prison ferme pour Hicham Talaât Moustafa et 28 ans de prison ferme pour Mohsen al-Sokkari[source insuffisante].
Talaât Moustafa est pardonné en 2017, et obtient un blanchiment de son nom dans l'affaire en 2023. Selon les derniers communiqués, il aurait commandité le meurtre de Tamim après qu'elle lui aurait refusé sa demande en mariage et aurait démarré une autre relation avec le kick-boxeur iraquien Riyadh Al-Azzawi.
Le 23 mai 2020, le président égyptien Abdel Fattah al-Sissi gracie Mohsen al-Sokkari à l'occasion de l'Aïd el-Fitr.